# Corbeil-Cerf
Pour les articles homonymes, voir Corbeil.
Corbeil-Cerf est une commune française située dans le département de l'Oise en région Hauts-de-France.

## Géographie

### Description

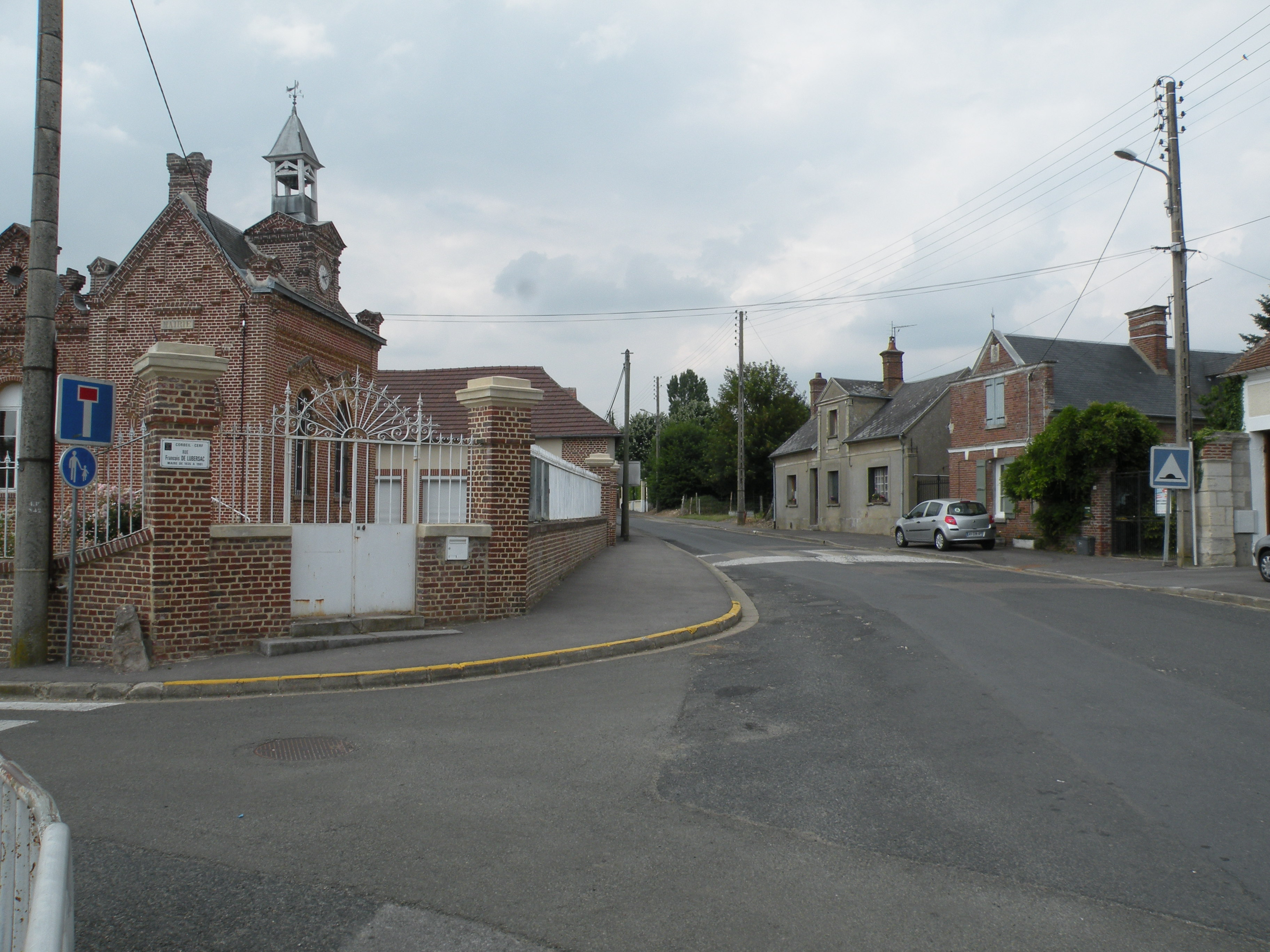
La rue du Déluge.

Corbeil-Cerf est un village périurbain du Pays de Thelle dans l'Oise, limitrophe de Méru, situe à 17 km au sud de Beauvais, à 23 km à l'est de Gisors et à 25 km au nord de Pontoise.
Au début du XIXe siècle, Louis Graves décrivait  son territoire comme « de médiocre étendue, de forme, à. peu près rectangulaire, constitue une plaine dépourvue d'eau courante. »

### Communes limitrophes
Les communes limitrophes sont : Saint-Crépin-Ibouvillers, Ressons-l'Abbaye, Le Déluge, Laboissière-en-Thelle, Méru et Lormaison.
| Ressons-l'Abbaye         | Le Déluge    | Laboissière-en-Thelle |
|                          | Corbeil-Cerf |                       |
| Saint-Crépin-Ibouvillers | Lormaison    | Méru                  |

### Hydrographie
La commune est située dans le bassin Seine-Normandie. Elle n'est drainée par aucun cours d'eau,.

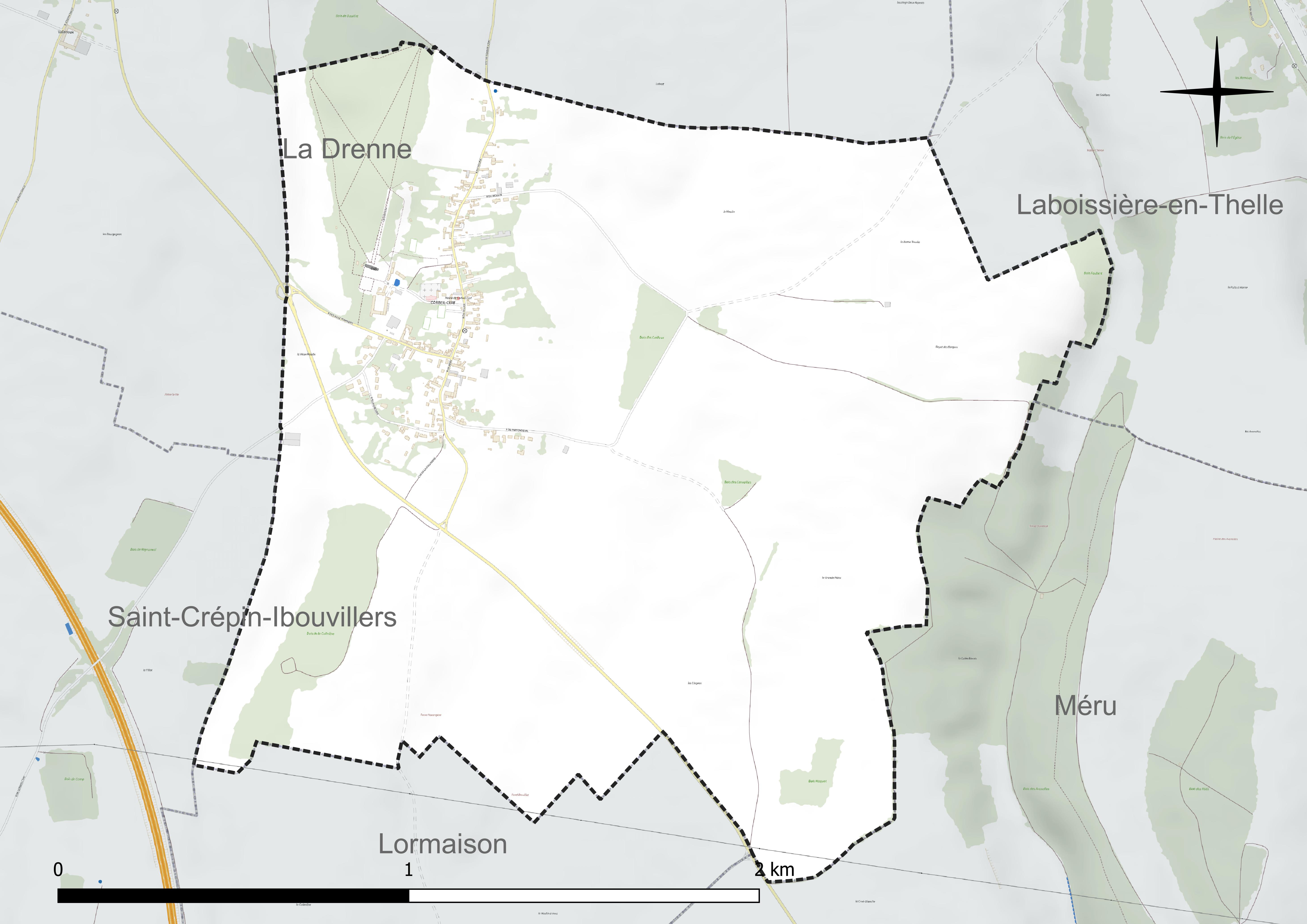
Réseau hydrographique de Corbeil-Cerf.

### Climat
Pour des articles plus généraux, voir Climat des Hauts-de-France et Climat de l'Oise.
En 2010, le climat de la commune est de type climat océanique dégradé des plaines du Centre et du Nord, selon une étude du CNRS s'appuyant sur une série de données couvrant la période 1971-2000. En 2020, Météo-France publie une typologie des climats de la France métropolitaine dans laquelle la commune est exposée à un climat océanique et est dans la région climatique Sud-ouest du bassin Parisien, caractérisée par une faible pluviométrie, notamment au printemps (120 à 150 mm) et un hiver froid (3,5 °C).
Pour la période 1971-2000, la température annuelle moyenne est de 10,4 °C, avec une amplitude thermique annuelle de 14,5 °C. Le cumul annuel moyen de précipitations est de 718 mm, avec 12 jours de précipitations en janvier et 8,1 jours en juillet. Pour la période 1991-2020, la température moyenne annuelle observée sur la station météorologique la plus proche, située sur la commune de Jaméricourt à 16 km à vol d'oiseau, est de 11,0 °C et le cumul annuel moyen de précipitations est de 695,7 mm,. Pour l'avenir, les paramètres climatiques de la commune estimés pour 2050 selon différents scénarios d'émission de gaz à effet de serre sont consultables sur un site dédié publié par Météo-France en novembre 2022.

## Urbanisme

### Typologie
Au 1er janvier 2024, Corbeil-Cerf est catégorisée commune rurale à habitat dispersé, selon la nouvelle grille communale de densité à sept niveaux définie par l'Insee en 2022.
Elle est située hors unité urbaine. Par ailleurs la commune fait partie de l'aire d'attraction de Paris, dont elle est une commune de la couronne,.

### Occupation des sols
L'occupation des sols de la commune, telle qu'elle ressort de la base de données européenne d'occupation biophysique des sols Corine Land Cover (CLC), est marquée par l'importance des territoires agricoles (86,7 % en 2018), en augmentation par rapport à 1990 (85,2 %). La répartition détaillée en 2018 est la suivante : 
terres arables (86,7 %), zones urbanisées (8,7 %), forêts (4,6 %). L'évolution de l'occupation des sols de la commune et de ses infrastructures peut être observée sur les différentes représentations cartographiques du territoire : la carte de Cassini (XVIIIe siècle), la carte d'état-major (1820-1866) et les cartes ou photos aériennes de l'IGN pour la période actuelle (1950 à aujourd'hui).

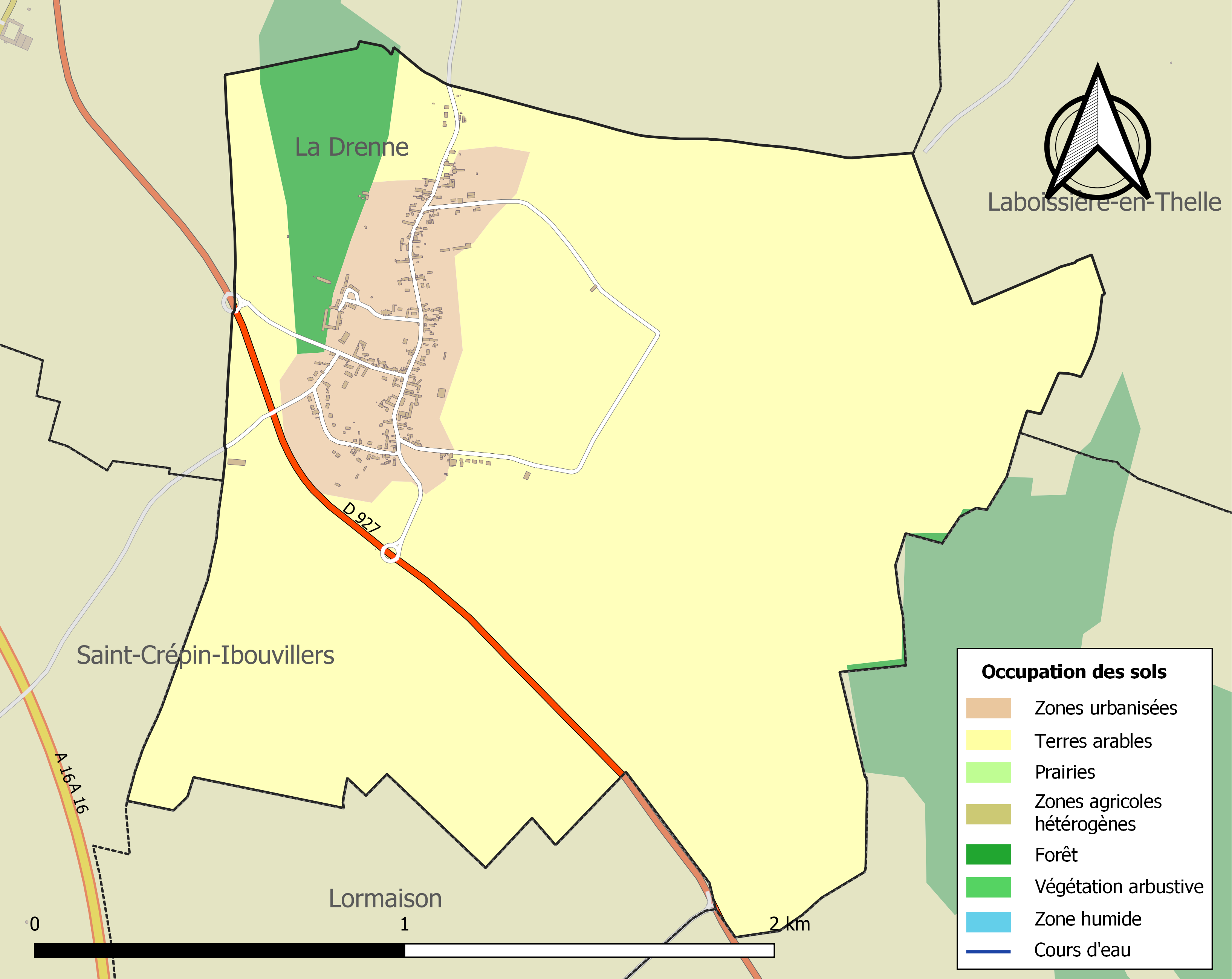
Carte des infrastructures et de l'occupation des sols de la commune en 2018 (CLC).

### Habitat et logement
En 2018, le nombre total de logements dans la commune était de 141, alors qu'il était de 132 en 2013 et de 130 en 2008.
Parmi ces logements, 87,9 % étaient des résidences principales, 1,4 % des résidences secondaires et 10,6 % des logements vacants. Ces logements étaient pour 95,7 % d'entre eux des maisons individuelles et pour 4,3 % des appartements.
Le tableau ci-dessous présente la typologie des logements à Corbeil-Cerf en 2018 en comparaison avec celle de l'Oise et de la France entière. Une caractéristique marquante du parc de logements est ainsi une proportion de résidences secondaires et logements occasionnels (1,4 %) inférieure à celle du département (2,5 %) mais supérieure à celle de la France entière (9,7 %). Concernant le statut d'occupation de ces logements, 86,3 % des habitants de la commune sont propriétaires de leur logement (85,8 % en 2013), contre 61,4 % pour l'Oise et 57,5 pour la France entière.
| Typologie                                               | Corbeil-Cerf | Oise | France entière |
| ------------------------------------------------------- | ------------ | ---- | -------------- |
| Résidences principales (en %)                           | 87,9         | 90,4 | 82,1           |
| Résidences secondaires et logements occasionnels (en %) | 1,4          | 2,5  | 9,7            |
| Logements vacants (en %)                                | 10,6         | 7,1  | 8,2            |

### Voies de communication et transports
Corbeil-Cerf est desservie par l'ancienne route nationale 327 (actuelle RD 927) et son territoire est tangenté au sud-ouest par le tracé de l'autoroute A16, dont la sortie la plus proche est celle de Méru.
La station de chemin de fer la plus proche est la Gare de Laboissière - Le Déluge, desservie par des trains TER Hauts-de-France qui effectuent des missions entre les gares de Paris-Nord et de Beauvais.
La commune est desservie, en 2023, par les lignes 6112, 6121, 6131, 6132, 6138 et 6144 du réseau interurbain de l'Oise.

## Toponymie
Le village a été désigné Colleberium essartum (1210) ; Corbellessart (1223) ; Corboliolum (vers 1240) ; Colliberium essartatum (vers 1250) ; Corbelessart (1263) ; Corbolium (1280) ; Corbelium (1280) ; Corbolessart (1316) ; corbelessart (1376) ; Corbelescart (XIVe) ; eccl. de Corbelessart (XVe) ; Corbelsacq (1549) ; Corbeil le Secq (1549) ; Corbel le seq (vers 1550) ; Corbeilsart (1577) ; Corbeilessart (XVIe) ; Colbersert (XVIe) ; Corbeilcert (XVIe) ; Corbelcerf (XVIe) ; Corbelsart (vers 1600) ; Corbelsac (1631) ; Corbeil le secq (1667) ; Corbeil-Cerf (1840).
Du gaulois Corbos (corbeau)[réf. nécessaire] et du latin exsartum (défrichement). Le latin Corbus a été utilisé comme nom d'homme par les Gaulois et les Gallo-romains, mais sans le sens péjoratif que le Corbeau porte aujourd'hui et qui n'apparaît que très tardivement au Moyen Âge.
A noter que le mot cerf est une altération, par étymologie populaire du mot sart (essart).

## Histoire
Corbeil-Cerf était situé autrefois dans la Forêt de Thelle, qui s'étend de  Saint-Germer-de-Fly  jusqu'aux environs de Beaumont-sur-Oise.
En 1837, la commune disposait d'une école. Une partie des habitants était occupée à la fabrication des « blondes » et des ouvrages de tabletterie.

## Politique et administration

### Rattachements administratifs et électoraux

#### Rattachements administratifs
La commune se trouve  dans l'arrondissement de Beauvais du département de l'Oise.
Elle faisait partie depuis 1793 du canton de Méru. Dans le cadre du redécoupage cantonal de 2014 en France, cette circonscription administrative territoriale a disparu, et le canton n'est plus qu'une circonscription électorale.

#### Rattachements électoraux
Pour les élections départementales, la commune fait partie depuis 2014 du canton de Chaumont-en-Vexin
Pour l'élection des députés, elle fait partie de la troisième circonscription de l'Oise.

### Intercommunalité
Corbeil-Cerf est membre de la communauté de communes des Sablons, un établissement public de coopération intercommunale (EPCI) à fiscalité propre créé en 2000 et auquel la commune avait transféré un certain nombre de ses compétences, dans les conditions déterminées par le code général des collectivités territoriales.

### Liste des maires
| Période                                  | Période                       | Identité              | Étiquette | Qualité                                                      |
| ---------------------------------------- | ----------------------------- | --------------------- | --------- | ------------------------------------------------------------ |
| Les données manquantes sont à compléter. |                               |                       |           |                                                              |
| mai 1935[réf. nécessaire]                | 1981                          | François de Lubersac  |           |                                                              |
| mars 2001                                | 2009                          | Jean-Marie Chevallier |           | Démissionnaire                                               |
| 2009                                     | En cours (au 2 décembre 2021) | Laurent Chevallier    |           | Fils de Jean-Marie Chevalier Réélu pour le mandat 2020-2026, |

## Équipements et services publics

### Enseignement
Les enfants de la commune sont scolarisés avec ceux de Saint-Crépin-Ibouvillers dans le cadre d'un regroupement pédagogique intercommunal. Ils poursuivent leurs études à Méru.

## Population et société

### Démographie

#### Évolution démographique
L'évolution du nombre d'habitants est connue à travers les recensements de la population effectués dans la commune depuis 1793. Pour les communes de moins de 10 000 habitants, une enquête de recensement portant sur toute la population est réalisée tous les cinq ans, les populations de référence des années intermédiaires étant quant à elles estimées par interpolation ou extrapolation. Pour la commune, le premier recensement exhaustif entrant dans le cadre du nouveau dispositif a été réalisé en 2008.

En 2022, la commune comptait 332 habitants, en évolution de −3,49 % par rapport à 2016 (Oise : +0,87 %, France hors Mayotte : +2,11 %).
| 1793 | 1800 | 1806 | 1821 | 1831 | 1836 | 1841 | 1846 | 1851 |
| ---- | ---- | ---- | ---- | ---- | ---- | ---- | ---- | ---- |
| 280  | 282  | 333  | 306  | 319  | 317  | 331  | 344  | 352  |

| 1856 | 1861 | 1866 | 1872 | 1876 | 1881 | 1886 | 1891 | 1896 |
| ---- | ---- | ---- | ---- | ---- | ---- | ---- | ---- | ---- |
| 338  | 331  | 332  | 308  | 310  | 337  | 301  | 303  | 310  |

| 1901 | 1906 | 1911 | 1921 | 1926 | 1931 | 1936 | 1946 | 1954 |
| ---- | ---- | ---- | ---- | ---- | ---- | ---- | ---- | ---- |
| 311  | 334  | 334  | 326  | 300  | 261  | 254  | 227  | 217  |

| 1962 | 1968 | 1975 | 1982 | 1990 | 1999 | 2006 | 2008 | 2013 |
| ---- | ---- | ---- | ---- | ---- | ---- | ---- | ---- | ---- |
| 220  | 224  | 245  | 243  | 259  | 290  | 315  | 322  | 343  |

| 2018 | 2022 | - | - | - | - | - | - | - |
| ---- | ---- | - | - | - | - | - | - | - |
| 320  | 332  | - | - | - | - | - | - | - |

#### Pyramide des âges
La population de la commune est relativement jeune.
En 2018, le taux de personnes d'un âge inférieur à 30 ans s'élève à 35,9 %, soit en dessous de la moyenne départementale (37,3 %). À l'inverse, le taux de personnes d'âge supérieur à 60 ans est de 23,5 % la même année, alors qu'il est de 22,8 % au niveau départemental.
En 2018, la commune comptait 155 hommes pour 165 femmes, soit un taux de 51,56 % de femmes, légèrement supérieur au taux départemental (51,11 %).
Les pyramides des âges de la commune et du département s'établissent comme suit.
| Hommes | Classe d’âge | Femmes |
| ------ | ------------ | ------ |
| 0,0    | 90 ou +      | 0,0    |
| 5,2    | 75-89 ans    | 4,2    |
| 19,4   | 60-74 ans    | 18,2   |
| 18,1   | 45-59 ans    | 21,2   |
| 21,3   | 30-44 ans    | 20,6   |
| 14,8   | 15-29 ans    | 20,0   |
| 21,3   | 0-14 ans     | 15,8   |

| Hommes | Classe d’âge | Femmes |
| ------ | ------------ | ------ |
| 0,5    | 90 ou +      | 1,4    |
| 5,5    | 75-89 ans    | 7,6    |
| 15,6   | 60-74 ans    | 16,3   |
| 20,8   | 45-59 ans    | 20     |
| 19,4   | 30-44 ans    | 19,4   |
| 17,6   | 15-29 ans    | 16,2   |
| 20,6   | 0-14 ans     | 19,1   |

## Culture locale et patrimoine

### Lieux et monuments
- L'église Sainte-Honorine est un édifice homogène du XVIe siècle, de la fin du style gothique et construite en moellons et silex. L'édifice est constitué d'une nef sans bas-côtés suivie d'une abside à trois pans, recouverts d'une charpente en carène. S'y rajoutent un petit porche à l'extrémité sud de la nef et une chapelle, sans doute à usage seigneurial au nord de la nef et dotés de voutes d'ogives.
L'église dispose d'un mobilier complet constitué de boiseries, grilles de chœur en fer forgé, luminaire, confessionnal, bancs, statues, tableaux. Les boiseries du chœur, le retable du XVIIIe siècle qu'une Vierge à l'Enfant en pierre du XVIe siècle sont à remarquer
 L'ensemble est inscrite à l'inventaire supplémentaire des Monuments historiques depuis 1966[25].

- Le château des XVe et XVIIIe siècles de style Renaissance, construit par la famille Brinon, alors titulaire de la seigneurie. Le parc est réaménagé au XIXe siècle pour le marquis de Lubersac[26],

- La mairie, construite en brique au XXe siècle et typique de l'architecture picarde du nord du Vexin-Thelle[26].

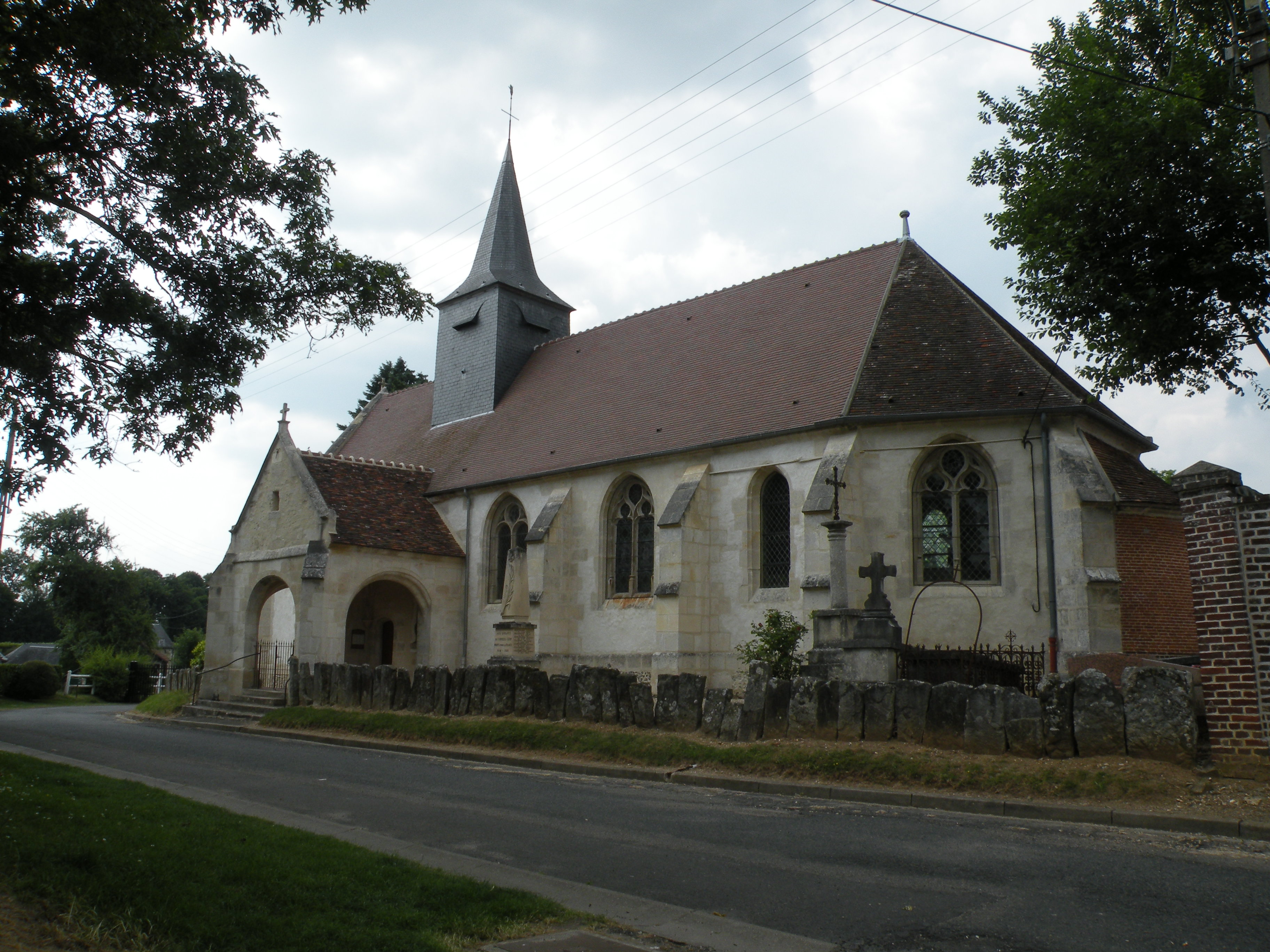
L'église Sainte-Honorine.
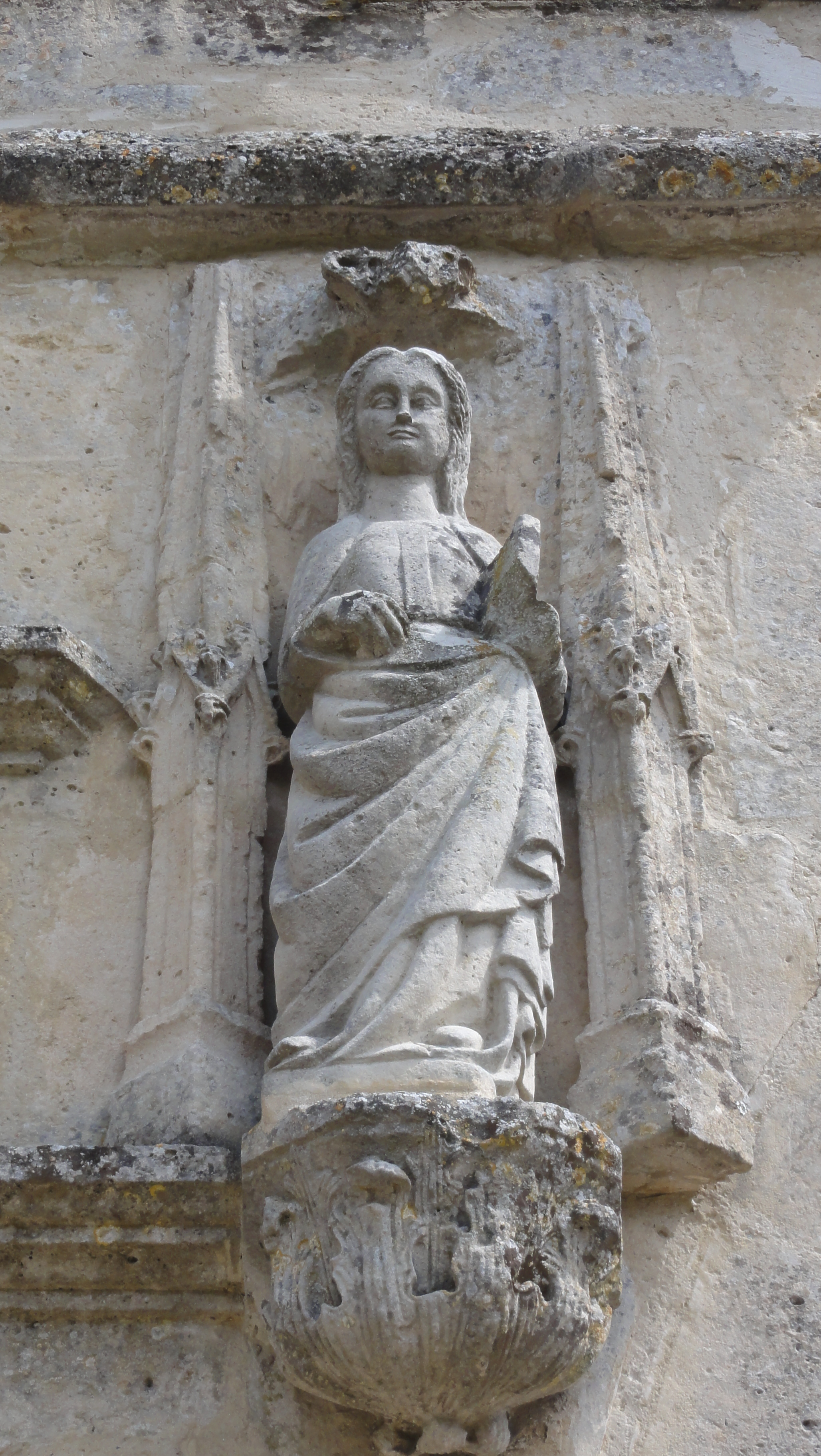
Statue de Sainte-Honorine, sur l'église
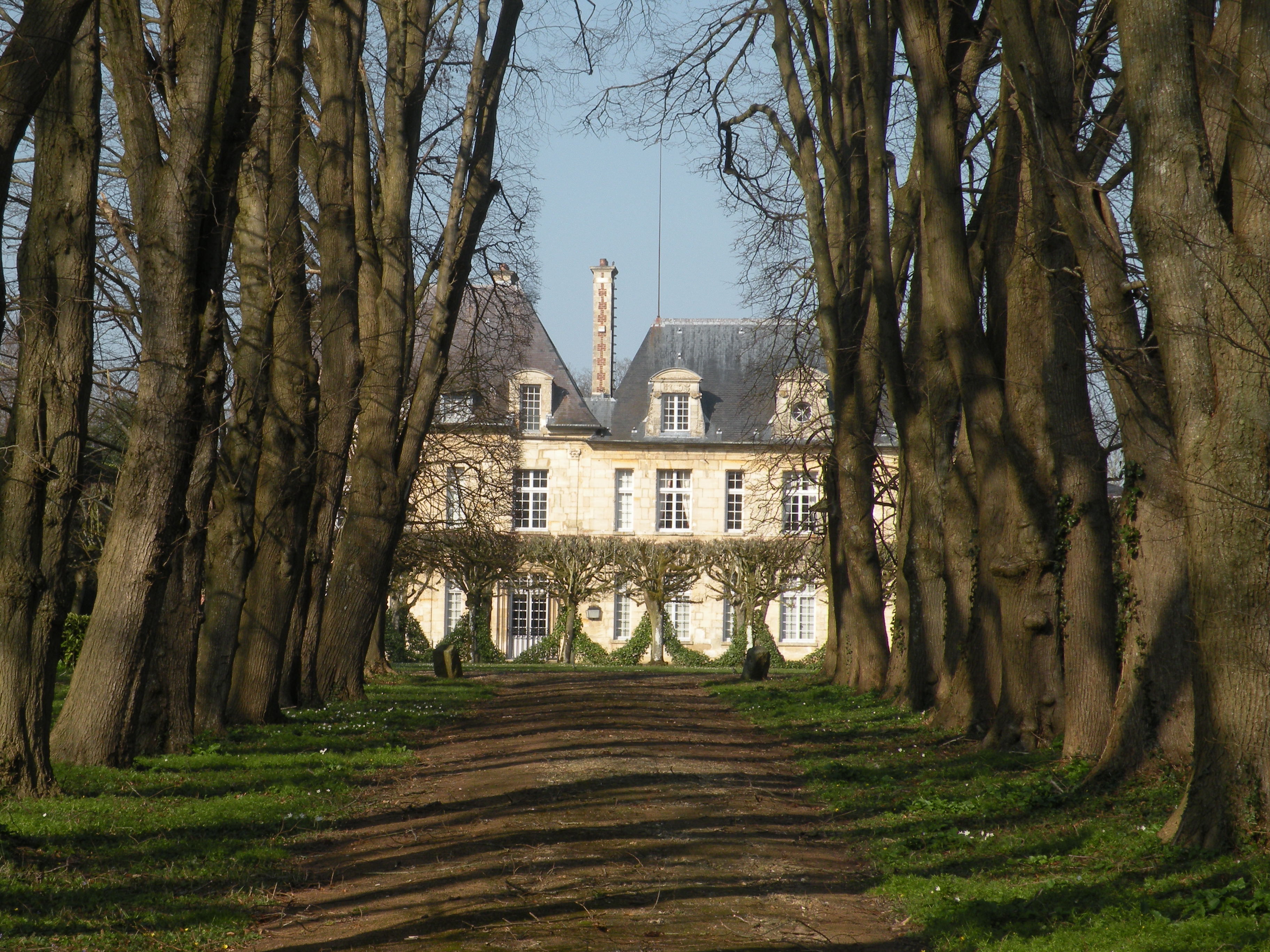
Le château
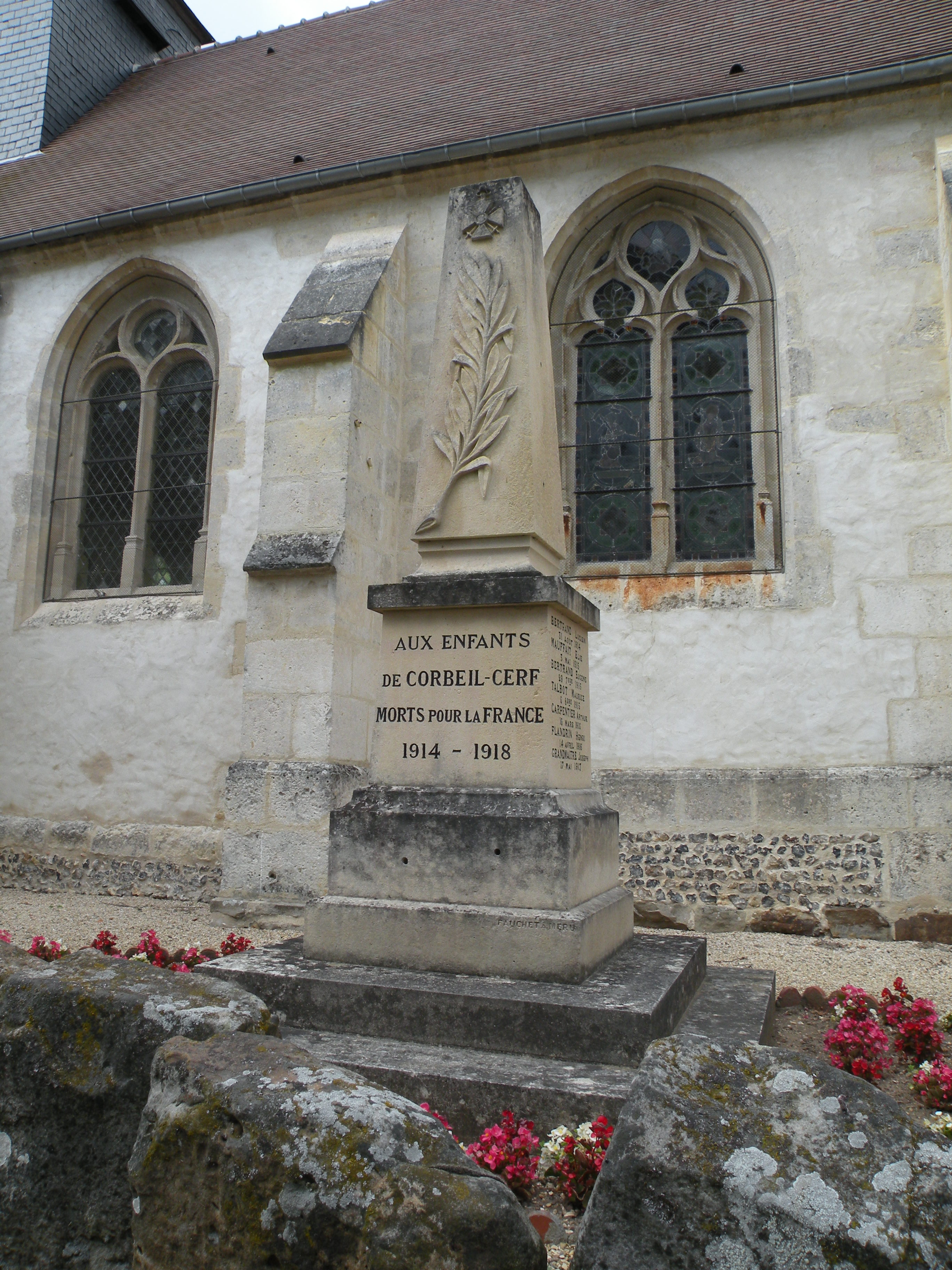
Le monument aux morts

### Personnalités liées à la commune
Le nom de certains seigneurs de Corbeil-Cerf nous est oarvenu : 
- Théobald de Méru vend le village en 1263 à  Renaud de Nanteuil, doyen puis évêque de Beauvais.
- Au XVIIe siècle, la seigneurie appartenait à la famille de nobles de robe de Brinon, puis passe par mariage au comte Barton de Montbos.
- Avant la Révolution française, elle appartient à la famille de Lubersac.

### Corbeil-Cerf dans les arts et la culture
- En 2011, une scène du film Chinese Zodiac de et avec Jackie Chan a été tournée au château de Corbeil-Cerf.
- John Galliano et Natalia Vodianova y ont été photographiés par Annie Leibovitz pour le magazine Vogue[27].

### Héraldique
| Blason de Corbeil-Cerf | Blason  | De sable au cerf couché d'argent regardant, au chef aussi de sable chargé du nom CORBEIL-CERF en lettres capitales aussi d'argent. |
| Blason de Corbeil-Cerf | Détails | Le statut officiel du blason reste à déterminer.                                                                                   |